# Stegodon

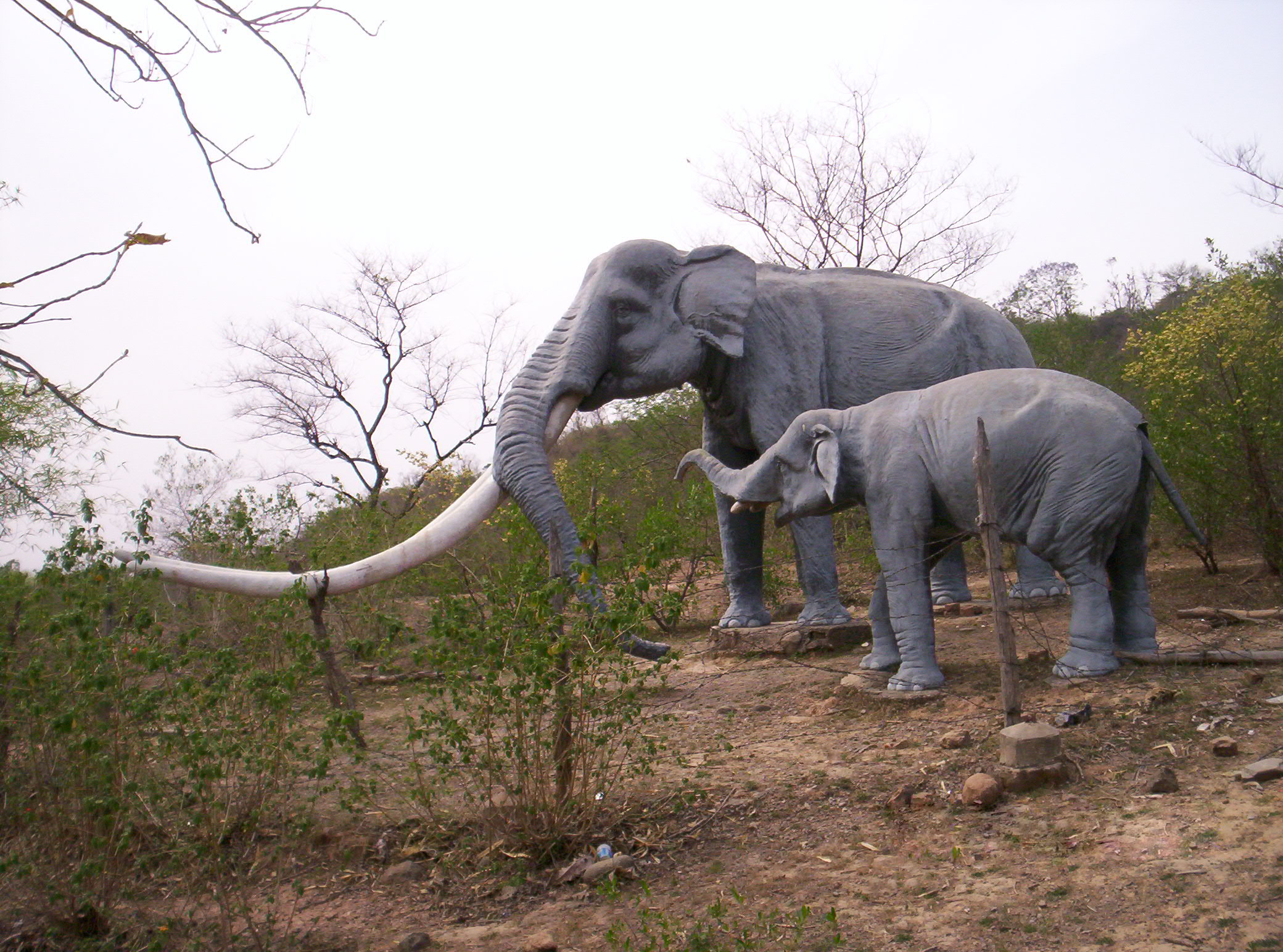
Sklolaminátový model stegodona s mládětem v indickém pohoří Sivalik

Stegodon je rod vyhynulého chobotnatce, který vyhynul počátkem holocénu.

## Popis
Dosahoval délky až osm metrů a výšky čtyři metry, jeho kly byly jen lehce zahnuté a okolo tří metrů dlouhé. Název stegodon pochází z řeckých slov στέγειν (střecha) a ὀδούς (zub) podle rýhovaných stoliček připomínajících hřeben střechy. Společným předkem stegodonů a současných slonů bylo gomphotherium. Existují dohady, že mimořádné rozměry a další anatomické zvláštnosti některých nepálských slonů jsou výsledkem křížení se stegodony. Malé populace na izolovaných ostrovech přežívaly až do doby před zhruba čtyřmi tisíci lety. Na ostrově Flores byly nalezeny pozůstatky zakrslé formy stegodona (ostrovní nanismus), která vážila pouze okolo 300 kg.

## Druhy
- Stegodon aurorae
- Stegodon elephantoides
- Stegodon florensis
- Stegodon ganesha
- Stegodon kaisensis
- Stegodon luzonensis
- Stegodon mindanensis
- Stegodon orientalis
- Stegodon shinshuensis
- Stegodon sompoensis
- Stegodon sondaari
- Stegodon trigonocephalus
- Stegodon zdanski